# Mouttouya
Pour les articles homonymes, voir Touya (homonymie).
Mouttouya ou Touy est une reine d'Égypte de la XIXe dynastie, grande épouse royale de Séthi Ier et mère de Ramsès II, ainsi que de la princesse Tia. Elle naît vers 1325 avant notre ère et est issue d'une famille de militaires (comme son époux).

## Généalogie
Les parents de Mouttouya sont Raïa (officier supérieur de l'armée, « lieutenant général de la charrerie ») et [...]ouia (les chercheurs reconstruisent la partie manquante en Rouia, Touia voire Tjouia). Ils sont évoqués sur un bloc de grès, trouvé en 1939 (puis perdu et redécouvert dans les années 1970) près de l'entrée principale du temple de Ramsès III à Médinet Habou mais provenant probablement de la partie du Ramesséum dédiée à la mère de Ramsès II, Mouttouya,.
Mouttouya est l'épouse du roi Séthi Ier, issu du milieu militaire comme elle. Elle l'a toutefois épousé bien avant que le père de ce dernier, Ramsès Ier, ne devienne roi. En effet, lors de l'avènement de Séthi Ier, ce dernier et Mouttouya étaient déjà parents, et même grands-parents : leur fille aînée, Tia était déjà mère de famille.
Séthi Ier et Mouttouya sont les parents de deux enfants :
- une fille aînée, Tia, « Chanteuse d'Hathor », « Chanteuse de Rê d'Héliopolis » et « Chanteuse d'Amon-grand-dans-sa-gloire » ; elle est l'épouse d'un homme nommé lui aussi Tia, « Gardien du Trésor » et « Gardien du château d'Amon »[4],[3],[5] ;
- un fils cadet, Ramsès II, successeur de Séthi Ier sur le trône d'Égypte[3],[6].

Certains chercheurs ont supposé que Séthi Ier et Mouttouya avait eu un autre fils, plus âgé que Ramsès II, nommé Nébenkhâsetnébet ou Amenméfernébef, sur la base d'une scène sur la paroi extérieure du mur nord de la grande salle hypostyle du temple d'Amon à Karnak dont l'un des personnages a été remplacé par Ramsès II. Il s'est avéré qu'aucun fils aîné n'avait été figuré à l'origine mais qu'il s'agissait du commandant des troupes et flabellifère Méhy. Enfin, Hénoutmirê, fille royale et grande épouse royale de Ramsès II en l'an 54, soit bien après la mort de ses deux principales grandes épouses royales, Néfertari et Iset-Nofret Ire, a été considérée par certains comme la fille de Séthi Ier et l'épouse de son frère. Elle est en fait la fille de Ramsès II et a donc épousé son père comme d'autres filles de ce dernier.

## Attestations
Peu de mentions de Mouttouya datant du règne de Séthi Ier ont été retrouvées, ce qui a parfois été interprété comme un statut d'épouse secondaire pour Mouttouya, ce que toutefois rien ne vient étayer. Une exception est la tête en calcaire, provenant probablement d'un sphinx, qui a été découverte en 1972 dans le temple des millions d'années de Séthi Ier à Gournah. Mouttouya porte une longue perruque hathorique tripartite, laissant les oreilles dégagées et surmontée d'une dépouille de vautour et d'un mortier,. Elle est également mentionnée dans les comptes du palais de Memphis dans lesquels elle est simplement désignée par le titre « d'épouse royale » entouré d'un cartouche.
Les attestations de Mouttouya pendant le règne de son fils Ramsès II sont plus nombreuses, laissant penser que ce dernier vouait à sa mère une grande admiration. Elle semble jouer un rôle diplomatique important pendant les deux premières décennies du règne de son fils. On retrouve les documents suivants :
- les fragments d'une statue assise de la reine en granite gris ont été retrouvés à Tanis mais provenant probablement de Pi-Ramsès ; cette statue devait dater du Moyen Empire et a été retaillée pendant le règne de Ramsès II ; les inscriptions présentent la reine-mère comme « l'épouse divine et grande épouse royale ' » et « la mère du roi qui a enfanté le taureau victorieux Ousertmaâtrê-Sétepenrê »[6] ;
- un bloc découvert également à Tanis mentionne le nom de Touy inscrit dans un cartouche et associé à ceux de Ramsès II[6] ;
- le décor du mur sud de la chambre des Litanies de Rê du temple de Ramsès II à Abydos mentionne la reine à la suite du nom de son fils : « l'Horus Taureau victorieux aimé de Maât, qu'a enfanté la mère royale Touy »[6] ;
- des fragments d'une statue en calcaire provenant aussi d'Abydos mentionne la reine sous le nom de Mout-Touy[6] ;
- un jambage conservé à Vienne (Inv. 5091) montre Ramsès II assis sur un trône et faisant une offrande à Osiris, « maître de Rosétaou, grand dieu maître du ciel », il est suivi de Touia qui agite un sistre d'une main et tient un vase de l'autre ; la mention de la nécropole de Rosétaou indique une probable origine memphite tandis que l'épithète du nom de Ramsès II, netjer héqa Iounou, signifiant « le dieu souverain d'Héliopolis » indique que le relief date entre l'an XLII et l'an LVI du règne[10] ;
- une lettre adressée par la reine mère à la cour hittite est datée de l'an XXI du règne de Ramsès II ; cette lettre concerne la célébration du traité de paix signé entre l'Égypte et le Hatti[10] ;

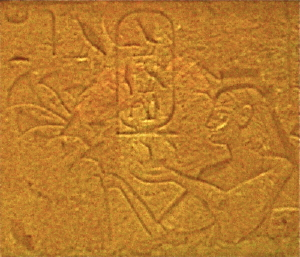
Relief de Mouttouya - Musée royal de l'Ontario.

- un bloc aujourd'hui conservé au Musée royal de l'Ontario montre la reine-mère Touia avec sa fille Tia et son gendre Tia[11] ;
- la reine apparaît également en haut-relief sur deux des colloses qui flanquent l'entrée du grand temple d'Abou Simbel ; la reine y porte le nom de Mout-Touy et les titres de « mère du roi » et « d'épouse divine »[12] ;
- une statue de reine porte-enseigne et appartenant à une collection privée, représente peut-être la reinte Mouttouya assimilée à la déesse Mout[13] ;
- une statue debout de la reine Touia aux proportions imposantes (3 mètres de haut), de provenance inconnue, est exposée aux Musées du Vatican à Rome ; la reine, coiffée d'une perruque enveloppante ornée de la dépouille d'un vautour et d'un modius, tient sur sa poitrine un sceptre floral recourbé ; la reine Hénoutmirê est représentée derrière la jambe gauche de la reine qui est légèrement avancée[14] ; la statue date au plus tôt de l'an XXXV du règne, soit bien après la mort de la reine Mouttouya, car la reine Hénoutmirê est déjà mentionnée avec le titre d'épouse royale, qu'elle acquiert au plus tôt cette année-là[15] ; la statue mentionne :

« La mère du roi de Haute et Basse-Égypte. La mère du roi de Haute et Basse-Égypte, l'Horus "Taureau victorieux", le Maître des Deux Terres Ousermaâtrê-Sétepenrê, le Maître des couronnes Méryamon Ramsès, doué de vie comme Rê ! L'épouse divine, la grande épouse royale, la maîtresse des Deux Terres Touia. »

Statue debout de Mouttouya - Musées du Vatican.
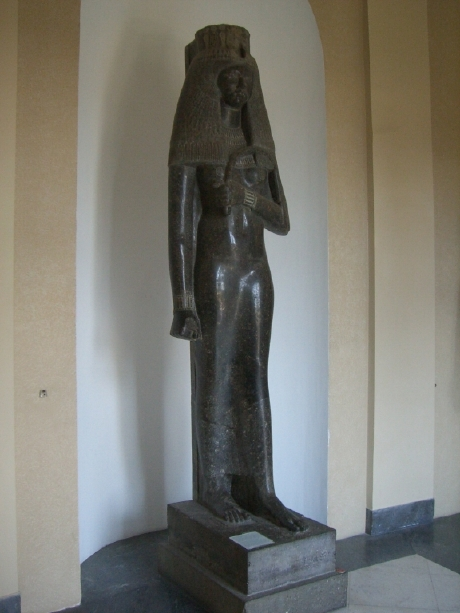
Vue générale de gauche.
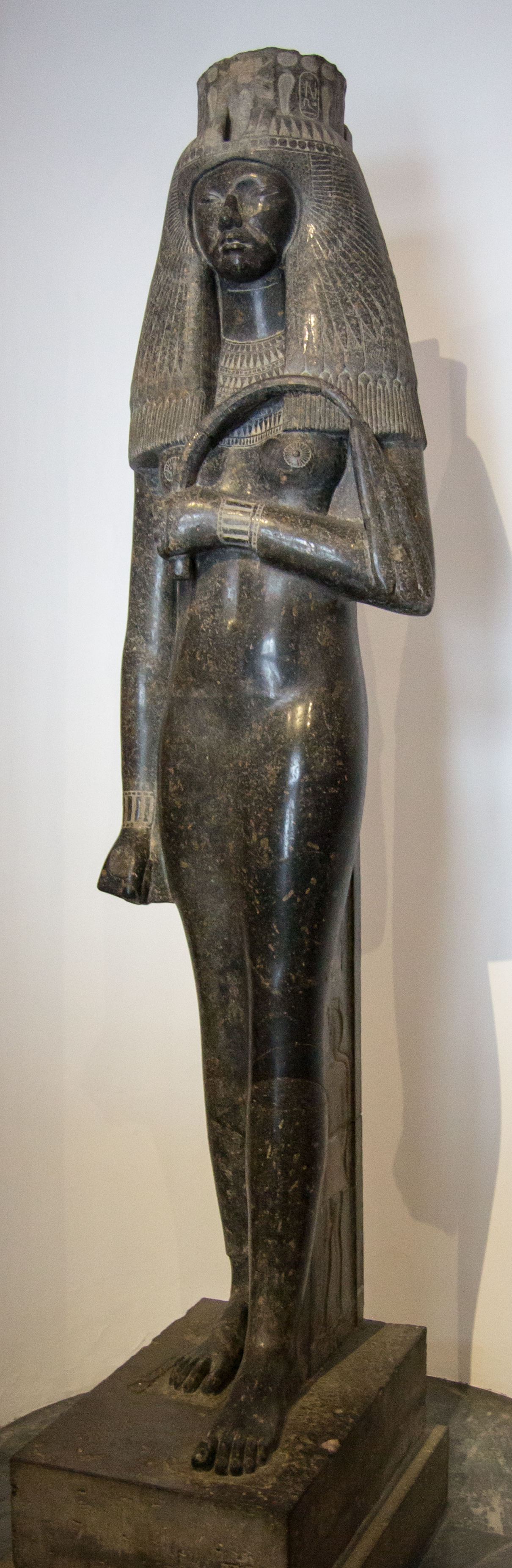
Vue générale de droite.
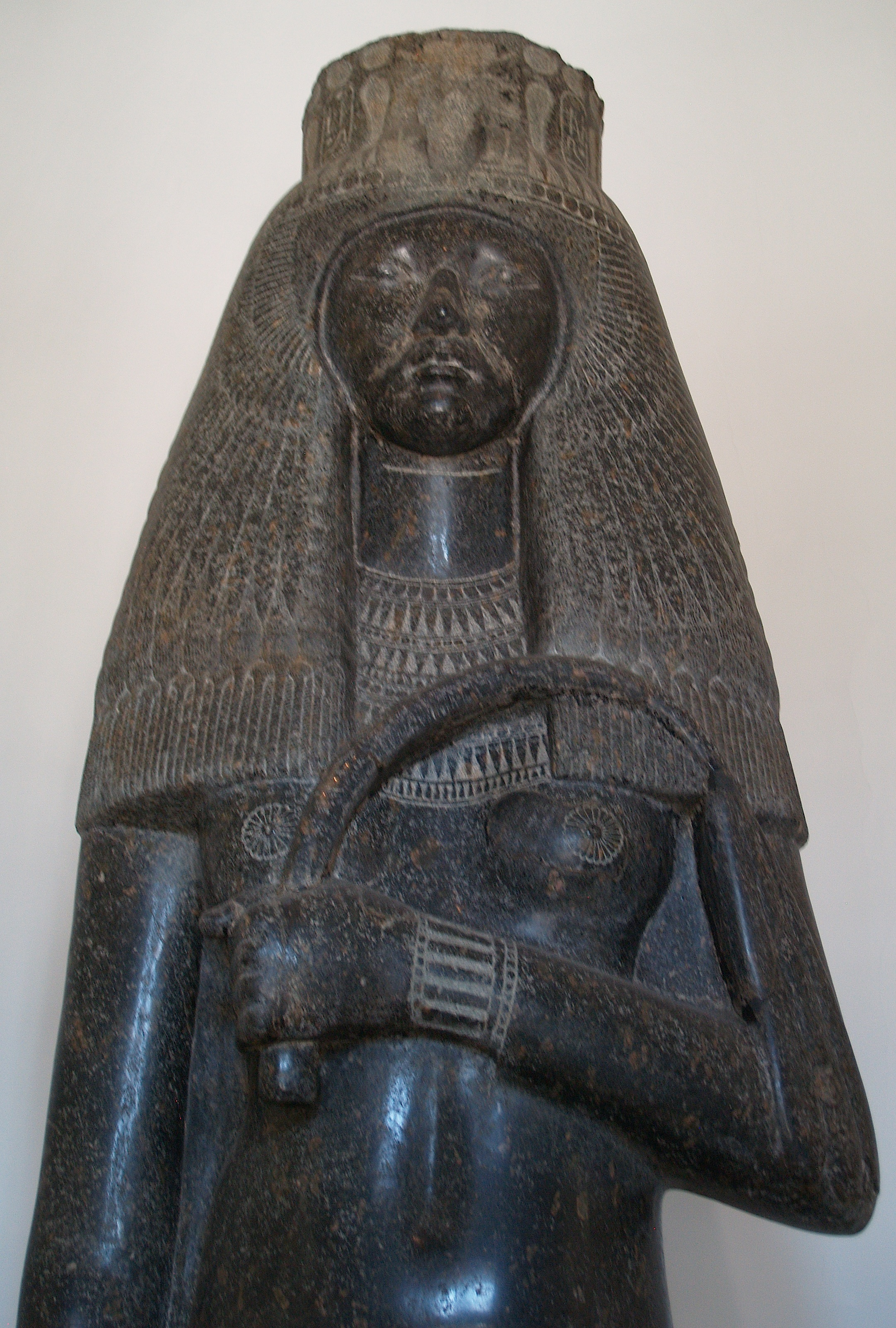
Détail du buste.

- la reine est également connue par un certain nombre d'attestations provenant de Thèbes-Ouest (Ramesséum, Médinet Habou, Deir el-Médineh) et qui, à l'origine, proviennent tous du temple des millions d'années de Ramsès II, temple dans lequel ce dernier lui consacre d'ailleurs un sanctuaire en commun avec sa grande épouse royale Néfertari ; on retrouve, entre autres, les éléments suivants :
  - le principal colosse de la reine se trouve dans la grande cour du temple non loin de celui de Ramsès II lui-même ; elle est représentée assise sur un trône, coiffée et parée des insignes caractéristiques des grandes épouses royales de cette période ; comme les autres colosses de cette cour, la statue de la reine a été brisée en plusieurs morceaux, probablement à l'époque chrétienne ; il peut être encore reconnu, parmi les débris, un des pieds de la statue qui a échappé à l'acharnement des iconoclastes[16] ;
  - Diodore de Sicile indique qu'elle était représentée, avec une fille du roi, à gauche et à droite des genoux du roi sur le grand colosse de la première cour ; lors des fouilles de 1978, des fragments de ces représentations en haut-reliefs ont en effet été retrouvés, dont une morceau de bras associé à un pan de perruque féminine et une tête mutilée de reine coiffée de la dépouille d'un vautour[17] ;
  - sur le jambage sud de l'entrée de la salle hypostyle, côté intérieur face à la première colonne, la reine est figurée jouant du sistre et dégignée comme étant la « mère du roi et la grande épouse royale Mout-Touy »[16] ;
  - une colonne provenant du petit sanctuaire lui étant consacré a été retrouvé à Médinet Habou[16] ;
  - sur des constructions récentes de Médinet Habou, deux séries de blocs mentionnent la reine, l'un indiquant « la mère du roi Touy », l'autre indiquant par deux fois le nom de Mouty[18] ;
  - un fragment de porte trouvé au Ramesséum puis transporté à Deir el-Bahari mentionne « l'épouse divine et la mère du roi Touy, juste des voix »[19] ;
  - un linteau en grès de Deir el-Médineh porte les noms de Ramsès II et de Touy et Mouty, ces deux derniers alternant dans une frise de cartouches[19] ;
  - une statue assise de la reine en diorite, conservée pour la partie inférieure à Deir el-Médineh et pour la partie supérieure au Louvre, doit probablement provenir de ce sanctuaire du Ramesséum ; les inscriptions mentionnent « l'épouse divine et la mère du roi Touy » ainsi que le texte suivant[13] :

Trône, face gauche : « La noble dame au grand sceptre-hétes, maîtresse des épouses [...], supérieure des recluses d'Amon, joueuse de sistre [de Mout, ...] de Nébet-hétépet [...], joueuse de ménat d'Hathor, [...] Horhakhty, qui apaise Atoum, [l'épouse divine et mère royale Tou]y, vivante ! »
Trône, face droite : « [...], celle qui voit Seth, [...], l'épouse divine et mère du roi Touy, [...]. »

## Sépulture
Tuya mourut probablement peu après l'an XXII du règne de Ramsès II et fut enterrée dans une tombe impressionnante dans la Vallée des Reines (QV80), seconde à connaître ce privilège après la mère de Séthi Ier, la grande épouse royale Satrê.
Cette tombe a probablement été commencée sous le règne de Séthi Ier mais la décoration indique qu'elle a été terminée pendant le règne de son fils Ramsès II. La descenderie d'entrée mène à une première salle, celle-ci mène à deux petites salles latérales (une de chaque côté) et à une seconde descenderie en face. Celle seconde descenderie mène au caveau, ce dernier est la plus grande salle de la tombe et est soutenu par quatre piliers. Deux petites annexes sont accessibles sur les côtés dans la première partie du caveau tandis qu'une petite niche a été aménagée au fond de ce même caveau.
Très peu d'éléments appartenant à l'inhumation ont été conservés : des fragments du sarcophage en granit rose, un bouchon de vase canope, des tessons de jarres de vin dont l'un portait une étiquette mentionnant l'an XXII du règne de Ramsès II, des dizaines d'ouchebtis en fritte glaçurée, des vases en calcite et en pâte de verre, des fragments de fioles et de pots à parfum, une petite cuillère à fard en calcite ayant la forme d'un canard, ainsi que des bagues au nom de Ramsès II.
Cette tombe, trouvée dès le début du XIXe siècle mais non identifiée comme étant celle de la mère de Ramsès II, a été retrouvée en 1971. Plusieurs campagnes de fouilles menées par le CEDAE entre 1972 et 1976 ont été nécessaires pour dégager la tombe.